# Хилвуд
Хилвуд (грчки: Χιλβούδιος) је био византијски војсковођа из времена владавине цара Јустинијана. Носио је титулу magister militum-а Тракије. Погинуо је у одбрани дунавске границе 533. године.

## Биографија
Податке о Хилвуду налазимо у Прокопијевој "Историји ратова". Хилвуд је био одважан и несреброљубив ратник. Јустинијан га је поставио на дунавску границу коју су често прелазила бугарска и словенска племена. Током његове трогодишње службе (530–533) ниједан непријатељски одред није прешао Дунав. Хилвуд је погинуо у једном походу против Словена и Анта преко Дунава. Око 540. године Анти и Словени међусобно су заратили. У том борбама Словен је заробио дечака Хилвуда и одвео га у своју кућу. Заробљени византијски војник убедио је Анте да је то велики византијски војсковођа и да би цар за њега платио велики откуп. Анти и Словени у међувремену прекинуше са ратом и ступише у мировне преговоре. О Хилвуду су Анти преговарали на заједничкој скупштини. Међутим, византијски војсковођа Нарзес успео је да зароби лажног Хилвуда и да га одведе у Цариград.